# Sympiesis dolichogaster
Sympiesis dolichogaster är en stekelart som beskrevs av William Harris Ashmead 1888. Sympiesis dolichogaster ingår i släktet Sympiesis och familjen finglanssteklar. Inga underarter finns listade i Catalogue of Life.